# Stefania (cratère)
Pour les articles homonymes, voir Stefania (homonymie).
```

```

Stefania est un cratère sur Vénus. Il a un diamètre de 11 kilomètres, il est donc un des plus petits cratères de cette planète.